# Novoozerne, Bolgrad
Novoozerne (în ucraineană Новоозерне) este un sat în comuna Cișmeaua-Văruită din raionul Bolgrad, regiunea Odesa, Ucraina. Are 188 locuitori, preponderent ucraineni.
Satul este situat în partea nord-vestică a raionului Ismail,de-a lungul drumului național Ismail-Bolgrad. El se află la o distanță de 8 km sud de satul Cișmeaua-Văruită.

## Demografie
Componența lingvistică a localității Novoozerne
     Rusă (62,23%)
     Română (22,34%)
     Bulgară (11,17%)
     Ucraineană (1,6%)
     Găgăuză (1,06%)
Conform recensământului din 2001, majoritatea populației localității Novoozerne era vorbitoare de rusă (62,23%), existând în minoritate și vorbitori de română (22,34%), bulgară (11,17%), ucraineană (1,6%) și găgăuză (1,06%).
2001: 188 (recensământ)